# Stealing Cars
Stealing Cars (bra: Roubando Carros) é um filme dirigido por Bradley J. Kaplan sobre um jovem problemático em um centro de reabilitação. Foi lançado no Festival de Cinema de Los Angeles em 13 de junho de 2015.

## Elenco
- Emory Cohen como Billy Wyatt
- John Leguizamo como Montgomery De La Cruz
- Paul Sparks como Conrad Sean Lewis
- Heather Lind como a enfermeira Tina Simms
- Mike Epps como o xerife Emmit Till
- Al Calderon como Nathan Stein
- Jeff Lima como Carlos
- Leopold Manswell como Jerome Timmons 'JT' Dye
- Felicity Huffman como Kimberly Wyatt
- William H. Macy como Philip Wyatt
- Grace Van Patten como Maggie Wyatt
- Deema Aitken como conde
- Tariq Trotter como Lionel McWorthers
- Chance Kelly como treinador Jimmy Carmichael
- David H. Holmes como Ollie

## Recepção
Em sua crítica para o Los Angeles Times, Michael Rechtshaffen disse que "embora possamos ter sido presos com esses personagens antes ... o compromisso inabalável de Cohen, no entanto, chama a atenção." No Village Voice, Abbey Bender disse que "o desempenho de Emory Cohen eleva o drama do centro de detenção juvenil Stealing Cars acima do nível de um conto de advertência perturbador".